# کماندوها: پشت خطوط دشمن
کماندوها: پشت خطوط دشمن (به انگلیسی: Commandos: Behind Enemy Lines) یک بازی ویدئویی به سبک تاکتیک هم‌زمان و عنوان اولین قسمت در مجموعه بازی‌های کماندوها است. این بازی توسط استودیو اسپانیایی پایرو توسعه یافته و شرکت آیدوس اینتراکتیو آن را در سال ۱۹۹۸ برای مایکروسافت ویندوز روانه بازار نمود. در این بازی بازیکنان کنترل گروهی متشکل از شش کماندوی متفقین را در دست می‌گیرند که با استفاده از تاکتیک‌های واحد کوچک، مأموریت‌های مختلفی را در اروپا و آفریقا در زمان جنگ انجام می‌دهند. هدف هر مأموریت متفاوت است، اما از خرابکاری، ترور یا نجات واحدهای متحد اسیر شده، با بازیکنانی که دید کاملی از نقشه یک مأموریت دارند تا استراتژی خود و اجرای آن را از قبل برنامه‌ریزی کنند، متغیر است.
این بازی باعث خلق مجموعه بازی‌هایی ویدئویی کماندوها شد که از همان سیستم مکانیک بازی استفاده می‌کرد، و در ادامه با یک بسته الحاقی تحت عنوان کماندوها: فراتر از ندای وظیفه در سال ۱۹۹۹ شروع شد و بعداً با سه دنباله شامل کماندوها ۲: مردان دلیر در سال ۲۰۰۱، کماندوها ۳: مقصد برلین در سال ۲۰۰۳، و کماندوها: گروه ضربت در سال ۲۰۰۶، ادامه یافت.